# Robert Vancea
Robert Vancea (født 28. september 1976) er en tidligere rumænsk fodboldspiller.